# Your Love Alone Is Not Enough
Your Love Alone Is Not Enough is de eerste single van het muziekalbum Send Away the Tigers van de Welshe alternatieve rockband Manic Street Preachers uit 2007. Het lied is een duet met zangeres Nina Persson van The Cardigans.

## Overzicht
In de clip zijn twee podia tegenover elkaar te zien: op het ene podium staan de Manic Street Preachers, op het andere podium staat zangeres Nina Persson met begeleidingsband. De titel van een Manics-single uit 1999, You Stole the Sun from My Heart, wordt in de tekst genoemd. Het nummer behaalde de 2e positie van de UK Singles Chart en komt ook in de Nederlandse Single Top 100 te staan. Het nummer werd 3FM Megahit op 3FM. Verder behaalde het de eerste 1e plaats in de Kink 40 van Kink FM.

## Tracks

### cd-single met 2 tracks
1. "Your Love Alone Is Not Enough" - 3:55
2. "Boxes & Lists" - 3:56

### Maxi cd-single
1. "Your Love Alone Is Not Enough" - 3:55
2. "Love Letter to the Future" - 3:44
3. "Welcome to the Dead Zone" - 3:42
4. "Little Girl Lost" - 2:14

### 7"
1. "Your Love Alone Is Not Enough" - 3:55
2. "Fearless Punk Ballad" - 3:59

## Hitnotering
| "Your Love Alone Is Not Enough" in de Nederlandse Single Top 100 - binnen: 19-05-2007 | "Your Love Alone Is Not Enough" in de Nederlandse Single Top 100 - binnen: 19-05-2007 | "Your Love Alone Is Not Enough" in de Nederlandse Single Top 100 - binnen: 19-05-2007 | "Your Love Alone Is Not Enough" in de Nederlandse Single Top 100 - binnen: 19-05-2007 | "Your Love Alone Is Not Enough" in de Nederlandse Single Top 100 - binnen: 19-05-2007 | "Your Love Alone Is Not Enough" in de Nederlandse Single Top 100 - binnen: 19-05-2007 | "Your Love Alone Is Not Enough" in de Nederlandse Single Top 100 - binnen: 19-05-2007 | "Your Love Alone Is Not Enough" in de Nederlandse Single Top 100 - binnen: 19-05-2007 |
| Week                                                                                  | 1                                                                                     | 2                                                                                     | 3                                                                                     | 4                                                                                     |                                                                                       | 5                                                                                     |                                                                                       |
| ------------------------------------------------------------------------------------- | ------------------------------------------------------------------------------------- | ------------------------------------------------------------------------------------- | ------------------------------------------------------------------------------------- | ------------------------------------------------------------------------------------- | ------------------------------------------------------------------------------------- | ------------------------------------------------------------------------------------- | ------------------------------------------------------------------------------------- |
| Nummer                                                                                | 80                                                                                    | 79                                                                                    | 83                                                                                    | 78                                                                                    | uit                                                                                   | 95                                                                                    | uit                                                                                   |